# Europaparlamentsvalet i Kroatien 2013
Europaparlamentsvalet i Kroatien 2013 ägde rum den 14 april 2013 i Kroatien. I valet valdes tolv ledamöter som kommer tillträda sina uppdrag i Europaparlamentet den 1 juli 2013 om Kroatien ansluter Europeiska unionen i enlighet med anslutningsfördraget 2011. Enligt anslutningsfördraget måste valet äga rum innan anslutningen. Kroatien utgjorde en enda valkrets och tillämpade proportionell representation med personval. De valda ledamöterna kommer att sitta fram till dess att nya ledamöter utses i Europaparlamentsvalet 2014.

## Valresultat
I valet vann center-högerpartiet Kroatiska demokratiska unionen tillhörande Europeiska folkpartiet sex av mandaten, medan Kroatiens socialdemokratiska parti vann fem mandat och Kroatiska labouristerna – Arbetarpartiet vann ett mandat. Valdeltagandet var lågt; endast 21 procent av de röstberättigade deltog i valet, vilket var mindre än hälften av valdeltagandet i folkomröstningen om EU-medlemskapet.